# Torxé
Torxé là một xã trong tỉnh tổng Courçon in the Charente-Maritime trong vùng Nouvelle-Aquitaine, tây nam nước Pháp. Xã Torxé nằm ở khu vực có độ cao trung bình 8 mét trên mực nước biển.
Sông Boutonne tạo thành phần lớn ranh giới phía bắc của xã này..

## Dân số
| Năm  | Dân số | Mật độ |
| ---- | ------ | ------ |
| 1962 | 544    | -      |
| 1968 | 272    | -      |
| 1975 | 244    | -      |
| 1982 | 216    | -      |
| 1990 | 203    | -      |
| 1999 | 233    | 20/km² |